# Galea ortodonta
Galea ortodonta es una especie extinguida de roedor de pequeño tamaño de la familia de los cávidos, correspondiente al género Galea, cuyas especies son denominadas comúnmente cuises. Habitó en Sudamérica central, en Uruguay y Bolivia. 

## Taxonomía
Esta especie fue descrita originalmente en el año 2001 por los zoólogos Martín Ubilla y Andrés Rinderknecht, al reinterpretar restos fósiles que estaban siendo atribuidos a Galea musteloides.
Su tamaño es similar a Galea spixii Wagler, 1831 (de distribución septentrional), pero posee el rostro con incisivos ortodontes (y proporcionalmente robustos), lo que lo diferencia de todas las restantes especies del género, en los que son opistodontes. Otro de los rasgos relevantes para su caracterización es su cráneo de gran tamaño.
Etimología
Etimológicamente, el término específico ortodonta refiere a sus características dentales, únicas en el género.

### Localidad tipo y distribución
Los registros del Uruguay corresponden al Pleistoceno medio y superior. El material holotipo es el FC-DPV-900. Se trata de una porción anterior de un cráneo, incluyendo ambas series dentarias. Fue exhumado en las coordenadas 34°25′S 57°55′W del departamento de Colonia, al sudoeste del Uruguay, en estratos de las formaciones Dolores o Libertad. El fechado indicó una edad de 16 070 AP.
También fue colectado en las márgenes del río Santa Lucía en San Luis, en las coordenadas 34°49′S 55°40′W, en el departamento de Canelones (formación Dolores, Pleistoceno tardío).
Fuera del Uruguay fue colectado de la localidad de Pueblo Viejo, departamento de Tarija (en la formación homónima —Pleistoceno medio—), sur de Bolivia.